# Paavo Toivonen
Pour les articles homonymes, voir Toivonen.
Paavo Toivonen (né le 30 juin 1937 à Tampere en Finlande) est un joueur finlandais de hockey sur glace.

## Carrière en club
En 1956, il commence sa carrière avec l'Ilves Tampere dans la SM-sarja.

## Statistiques
| Saison    | Équipe        | Ligue    |    | Saison régulière | Saison régulière | Saison régulière | Saison régulière | Saison régulière |   | Séries éliminatoires | Séries éliminatoires | Séries éliminatoires | Séries éliminatoires | Séries éliminatoires |
| Saison    | Équipe        | Ligue    | PJ | B                | A                | Pts              | Pun              | PJ               | B | A                    | Pts                  | Pun                  |                      |                      |
| 1956-1957 | Ilves Tampere | SM-sarja | 10 | 0                | 1                | 1                | 0                | -                | - | -                    | -                    | -                    |                      |                      |
| 1957-1958 | Ilves Tampere | SM-sarja | 6  | 0                | 0                | 0                | 0                | -                | - | -                    | -                    | -                    |                      |                      |
| 1958-1959 | Ilves Tampere | SM-sarja | 16 | 0                | 4                | 4                | 0                | -                | - | -                    | -                    | -                    |                      |                      |